# Centro Michael Fowler
O Centro Michael Fowler (inglês:Michael Fowler Centre)é uma sala de concertos e centro de convenções em Wellington, Nova Zelândia. Situa-se perto da Praça Cívica (Civic Square).
A construção do edifício começou em 1980; o centro abriu oficialmente em 16 de Setembro de 1983. Foi desenhado por Miles Warren e Maurice Mahoney, com assistência acústica do professor Harold Marshall. Recebeu o nome do principal instigador da construção, Sir Michael Fowler, que nessa altura era prefeito de Wellington. 
O centro é usado para actuações, conferências e cimeiras, locais e internacionais; é também a sede da Orquestra Sinfónica da Nova Zelândia.